# Бертуа
Бе́ртуа (Бе́ртва) (фр. Bertoua) — быстрорастущий город на востоке Камеруна, столица Восточного региона, центр департамента Лом и Джерем. Население 173 тыс. человек (данные 2001 года).

## География
Бертуа расположен в 350 километрах к северо-востоку от Яунде и в 110 километрах от границы с ЦАР, на берегу реки Жадомбе. Город располагается на плато, высота над уровнем моря которого меняется от 400 до 900 метров. Бертуа находится на границе двух природных зон: саванны и экваториальных лесов.
Бертуа — крупнейший город в восточной части Камеруна. Через Бертуа проходит два транс-африканских автодорожных маршрута:
- шоссе Лагос-Момбаса
- шоссе Триполи-Кейптаун

Бертуа связан автодорогами с городами Яунде, Белабо, Батури и Йокадума. Имеет аэропорт.
Ближайшая железнодорожная станция находится в 80 километрах к северо-западу от Бертуа, в городе Белабо, через который проходит железная дорога из Яунде в Нгаундере.

## Климат
Климат в Бертуа — субэкваториальный. Выделяются четыре характерных сезона в году:
- сухой сезон с декабря до середины марта,
- малый сезон дождей с середины марта до середины мая,
- сухой сезон с середины мая до середины сентября,
- сезон дождей с середины сентября до середины декабря.

Температура весь год практически одинаковая, колеблясь в пределах от 23° С до 25° С и достигая максимума в 30° С. Для Бертуа характерны обильные осадки (1500—2000 мм в год).

## История
До возникновения города на территории современного Бертуа существовали поселения, основанные ещё в доколониальные времена. Поселения испытали значительное влияние находившихся севернее исламских государств. В 1903 году эта территория вошла в состав немецкого протектората.
Бертуа был основан в 1927 году охотниками племени мбайя, пришедших в это место из Центрально-Африканской республики. В истории Бертуа выделяют три периода:
- Колониальный период (1927—1960). Этот период начался с основания города и закончился с обретением Камеруном независимости в январе 1960 года. В этот период Бертуа развивается как центр золотодобывающего района, а также как транзитное поселение на дороге в другие области Африки.
- Второй период (1960—1989). Бертуа становится административным центром Восточной провинции Камеруна. В инфраструктуру города вкладываются значительные инвестиции.
- Период экономического упадка (с 1989). В 1989 году начался длительный экономический спад, который характеризуется значительным сокращением поступлений в бюджет города. Несмотря на это, численность населения Бертуа продолжает быстро увеличиваться.

## Население
В последние годы численность населения Бертуа растёт очень быстрыми темпами, главным образом, за счёт мигрантов из восточных провинций Камеруна, а также других стран: Чад, ЦАР, Конго, Нигерии.
| Численность населения по годам (тыс. чел.) |      |      |       |       |       |
| Дата оценки или переписи                   | 1976 | 1987 | 1998  | 2001  | 2008  |
| Численность населения                      | 18,5 | 43,5 | 129,1 | 173,0 | 269,5 |

## Религия
С 1983 года Бертуа — место пребывания католического епископа, с ноября 1994 года — архиепископа.
21 апреля 2024 года совершена первая литургия в местной православной общине Всех святых (Патриарший экзархат Африки)

## Образование
В Бертуа расположен Католический центр ликвидации неграмотности. В 2000 году этот центр получил мировую известность, когда в нём сдал выпускные экзамены начальной школы 75-летний камерунец Атангана, исключённый за неуспеваемость из школы в 1940 году.

## Экономика
Бертуа — экономический и торговый центр восточной части Камеруна. Из отраслей в Бертуа наиболее развиты сельское хозяйство (табаководство) и лесное хозяйство.
Туристов в Бертуа практически не бывает, поэтому вклад туризма в экономику города крайне незначителен.
Большую часть трудоспособного населения Бертуа составляет молодёжь, многие представители которой заняты в неформальном секторе экономике. Среднедушевые доходы в Бертуа сравнительно низкие.
В городе есть бензоколонка, аптека и больница.